# Ibn Masal
Nadschm ad-Din Abu’l-Fath Salim ibn Muhammad ibn Masal (arabisch نجم الدين أبو الفتح سليم بن محمد بن ماسال, DMG Naǧm ad-Dīn Abūʾl-Fatḥ Salīm ibn Muḥammad ibn Maṣāl; † 19. Februar 1150), zumeist nur Ibn Masal genannt, war kurzzeitig ein Wesir des Kalifats der Fatimiden in Ägypten.

## Biografie
Der Berber Ibn Masal stammte aus der Ortschaft Lukk in der Nähe von Barqa in der Kyrenaika. Wie sein Vater begann er seine Laufbahn als Falkner und Veterinär am Hof zu Kairo. In jungen Jahren war er beim Tod des Kalifen al-Mustansir im Dezember 1094 ein Parteigänger des Prinzen Nizar gegen den Wesir al-Afdal Schahanschah. Mit dem Prinz floh er nach Alexandria, überstand allerdings dessen Ende im Jahr darauf.
Spätestens nach dem Tod des al-Afdal Schahanschah 1121 fand Ibn Masal wieder Anschluss an den Kalifenhof. Unter Kalif al-Hafiz stieg er in den engsten Vertrautenkreis auf, bis er schließlich die Position des leitenden Ministers bekleidete, die allerdings noch nicht gleichbedeutend mit dem Wesirat war, da dieses in den letzten Jahren des al-Hafiz unbesetzt blieb. Erst der Tod des Kalifen am 10. Oktober 1149 öffnete für Ibn Masal den Weg zur absoluten Macht, indem er zuerst unter Umgehung der älteren Prinzen die Inthronisierung des jugendlichen az-Zafir betrieb und sich im Anschluss von diesem formell zum Wesir erheben ließ. Der junge Kalif wurde danach von allen Staatsgeschäften ferngehalten. Die so begründete Herrschaft des Ibn Masal war allerdings nicht unumstritten. Einen Aufstand in Oberägypten konnte er noch schnell beenden, doch der Erhebung des Statthalters von Alexandria Ibn as-Sallar konnte er nicht Herr werden, da dieser als sozialisierter Soldat über eine weitaus höhere Popularität im Heer verfügte. Nachdem auch die Gardetruppen in Kairo auf die Seite des Empörers übergegangen waren, musste Ibn Masal die Stadt im Januar 1150 fluchtartig verlassen, womit seine Herrschaft endete. In Oberägypten konnte er ein Heer aus Luwata-Berbern (Libyer), Beduinen und Sudanesen aufstellen, ein Angriff auf Kairo wurde allerdings zurückgeschlagen. Die Entscheidung im Machtkampf fiel am 19. Februar 1150 in einer Schlacht in der Nähe des Ortes Dalāṣ in der oberägyptischen Provinz von al-Bahnasa, in der Ibn Masal gegen den Stiefsohn seines Rivalen, Abbas, unterlag und getötet wurde. Auf eine Lanze gesteckt, wurde sein Kopf in Kairo der Öffentlichkeit präsentiert.
Mit der Machtergreifung des Ibn Masal begann die letzte Phase in der Geschichte des Fatimidenkalifats, die von ständigen Machtkämpfen der Feldherren um das Wesirat geprägt war, während die letzten drei Kalifen Handlungsunfähig blieben. Dieser Zustand der Anarchie wurde erst durch die Machtübernahme des Saladin im Jahr 1171 beendet, der das Fatimidenkalifat abschaffte.